# Emiliano Palmieri
Emiliano Palmieri (Roma, 13 gennaio 1975) è un compositore italiano.

## Biografia
Debutta nel panorama italiano nel 2005 con il tormentone portato al successo da Striscia la notizia, M'ama o m'amerà, poi nel 2006 con Odiami senza rancore, cantati entrambi da Mariangela.
Nell'estate 2007 mette temporaneamente da parte la discografia per dedicarsi al teatro. Compone le musiche dello lo spettacolo "Il mare in catene", in collaborazione con i ballerini del Teatro alla Scala di Milano e con esso partecipa alla 52ª Biennale di Venezia di danza contemporanea facendo puntare l'attenzione sul tema della disabilità.
Nel 2008 partecipa al festival di Trento spettacolo aperto con un nuovo spettacolo intitolato "Normale anche la follia vuole i suoi applausi" andato in scena in un vero e proprio manicomio di Pergine Valsugana. Questa volta in collaborazione con gli allievi neodiplomati del Teatro alla Scala di Milano.
La sua musica innovativa attrae i vertici della danza internazionale, così nel 2009 porta in scena al Teatro Bol'šoj di Mosca uno spettacolo scritto interamente per la prima ballerina Svetlana Zakharova, diventando così il primo compositore italiano dopo più di 100 anni con una prima messa in scena nel teatro russo.
Nel 2008 scrive un passo a tre per l'evento Milanese "A step for Africa" di Emergency interpretato dalla grande ballerina Luciana Savignano.
Riceve dal Presidente della Repubblica Giorgio Napolitano la medaglia per l'impegno sociale per essere coautore della musica dell'inno del progetto "Angels Onlus", che difende i bambini in tutto il mondo vittime della guerra.
Nel 2009 è l'autore della nuova sigla della fiction Un medico in famiglia 6 intitolata Je t'aime e cantata da Giulia Luzi.
Nella settima serie 2011 della fiction è parte integrante della colonna sonora con i brani "Parole su Parole", "Tempo" e "io e Lei" "Parole su parole" ha un grande successo tra il pubblico e raggiunge 100 000 visualizzazioni sul web in una settimana.
Per la 74ª edizione Maggio Musicale Fiorentino scrive le musiche dello spettacolo Pinocchio una produzione in collaborazione con il teatro Goldoni (Firenze) di Firenze e MaggioDanza.
Grazie al successo dell'edizione precedente rinnova la collaborazione col Festival del Maggio Musicale Fiorentino nel 2012 con lo spettacolo originale basato sull'opera di Roald Dahl La fabbrica di cioccolato con coreografie di Francesco Ventriglia e i testi di Anna Muscionico.
Nel 2013 chiude il trittico portando sulle scende della 76ª edizione del Maggio Musicale Fiorentino la favola di Peter Pan.
Nel 2014 scrive il concerto/spettacolo "Buon compleanno Charlot" per il festival MITO SettembreMusica settembre in musica con debutto al Teatro Grassi di Milano.
Nel 2016 vince, il premio Machiavelli al Piemonte movie glocal film festival per la colonna sonora de "La Moglie del custode". Film diretto da Mario Parruccini.
Nel 2017 viene sincronizzato il brano 6, scritto da Palmieri e Anna Muscionico (edizioni Cinevox record) nel blockbuster American Assassin diretto da Michael Cuesta.
Nello stesso anno il cortometraggio Cenere diretto da Gianluca della Monica con la colonna sonora di Palmieri vince il festival dell'Isola Tiberina (l'isola del Cinema) di Roma.
Partecipa come autore al Festival di Sanremo Giovani 2018 con il brano Nina è brava
Adatta le liriche in lingua italiana del musical Kinky Boots scritto da Cyndi Lauper e Harvey Fierstein, basato sul film Kinky Boots - Decisamente diversi di Julian Jarrold del 2005 con la regia di Claudio Insegno.
Nel 2019 adatta in versione italiana il capolavoro di Stephen Sondheim Sweeney Todd: The Demon Barber of Fleet Street che debutta al Teatro Verdi di Montecatini.

## Teatro
- 2019 - Sweeney Todd: The Demon Barber of Fleet Street adattamento italiano.[15]
- 2018 - Kinky Boots Teatro Nuovo (Milano), Teatro Brancaccio adattamento italiano.
- 2017 - M.A.F.I.A.- Movimento A Favore ItaloAmericani Teatro Umberto Giordano[16]
- 2014 - Buon compleanno Charlot Museo del violino di Cremona
- 2013 - Peter Pan Teatro del Maggio Musicale Fiorentino
- 2012 - La fabbrica di cioccolato  Teatro del Maggio Musicale Fiorentino
- 2011 - Pinocchio Teatro del Maggio Musicale Fiorentino
- 2009 -  Zakharova supergame  - Teatro Bol'šoj di Mosca per Svetlana Zakharova[17]
- 2008 - In Other Words for Emergency gala  - Teatro
- 2008 - Normale anche la follia vuole i suoi applausi - Festival Pergine Valsugana Trento
- 2007 - Mare in catene per 52^ Biennale di Venezia di Danza contemporanea

## Discografia

### Singoli
- 2020 - Prescindere da te cantato da Giulia Luzi
- 2019 - Nina è brava in concorso al Festival di Sanremo Giovani 2019 cantato da La Zero
- 2018 - Ci si innamora scritto con Pierpaolo Guerrini ed. PPG Studios cantato da Desirè Capaldo
- 2018 - Kitch & Chic singolo d'esordio di La Zero feat. Raffaella Carrà prodotto da La Forma della Voce Studio di Emiliano Palmieri[18]
- 2017 - Cullami ed. Madli records cantato da Giulia Luzi
- 2016 - Regresa a mì - Ale Ortega
- 2016 - Noite De Lua - ed. The Saifam Group cantato da Selma Hernandes[19]
- 2015 - Quello che sono - ed. Rusty Records cantato da Manuel Foresta[20]
- 2014 - Big Italian cantato da Claudia Casciaro prodotto da La Fabbrica delle Canzoni di Emiliano Palmieri
- 2013 - Déjà vu (The Voice of Italy) - ed. Warner. Cantato da Manuel Foresta[21]
- 2012 - Tutto è parte di tutto. I Ragazzi di Ti lascio una canzone  per CIFA Ong.
- 2012 - Due Anelli - ed. Cinevox. Cantato da Niccolo' Centioni[22]
- 2012  - Spiegami Perché - ed. Cinevox. Cantato da Matteo Branciamore per I Cesaroni
- 2012 - Italian Boy (feat. Serena Rizzetto) - ed. Warner Cantato da Serena Rizzetto e Lorenzo Federici
- 2012 - L'amore imperfetto cantato da Veronica Liberati
- 2011 - Parole su parole - ed. Cinevox cantato da Eleonora Cadeddu & Lorenzo Federici[23]
- 2009 - 2014 Je T'aime - sigla di un medico in famiglia  - ed. Cinevox[24]
- 2007 - Odiami senza rancore - ed. Universo. Cantato da Mariangela
- 2006 - M'ama o m'amerà - ed. Universo. Cantato da Mariangela
- 2004 - Quando partivano i lenti -ed. Universo. Cantato da Il Bagatto

### Album
- 2012 - Oro trasparente edizioni Cinevox Artista Matteo Branciamore brani "Spiegami perché", "Due anelli"
- 2011 - Amica nemica edizioni Cinevox Giulia Luzi (2011) brani "6", "Tempo", Je T'aime
- 2009 - EMMA RE edizioni Universo. Artista Emma Re (2009) brano "Fatalità"
- 2007 - ...preparati a volare edizioni Universo. Artista Mariangela (cantante) brani "M'ama o m'amerà", "odiami senza rancore", "scacco matto", "Estasy", "ricominciare da te"[25]

### Compilation
- 2018 - Hit Mania Estate 2018 (con la canzone Kitch & Chic)[26]
- 2015 - Milano Marittima Chill Vibes (con la canzone Noite de Lua)
- 2014 - Milano Marittima Chic (con la canzone Latin Lover)
- 2013 - The Voice of Italy (con la canzone Déjà vu)
- 2006 - Hit Mania Club Dance Vol. 2 (con la canzone M'ama o M'amerà')
- 2006 - Hit Mania Champions 2006 (con la canzone M'ama o M'amerà')
- 2006 - Hot Parade (con la canzone M'ama o M'amerà')

## Filmografia
- 2017 - "Cenere" regia di Gianluca Della Monica
- 2017 - "Burnout" regia di Gianluca Della Monica
- 2017 - "L'ultimo pescatore" regia di Gianluca Della Monica
- 2016 - "Carmen" regia di Gianluca Della Monica[27]
- 2015 - "La moglie del custode" regia di Mario Parruccini[28]
- 2008 - "O sei uomo o sei donna, chiaro?" regia di Enrico Vanni[29]